# Trouvelot (cràter)
|  | Aquest article tracta sobre un cràter lunar. Si cerqueu un cràter marcià, vegeu «Trouvelot (cràter marcià)». |

Trouvelot és un cràter d'impacte de la Lluna localitzat al sud de la Mare Frigoris. És una formació en forma de bol amb una albedo més gran que el seu entorn.

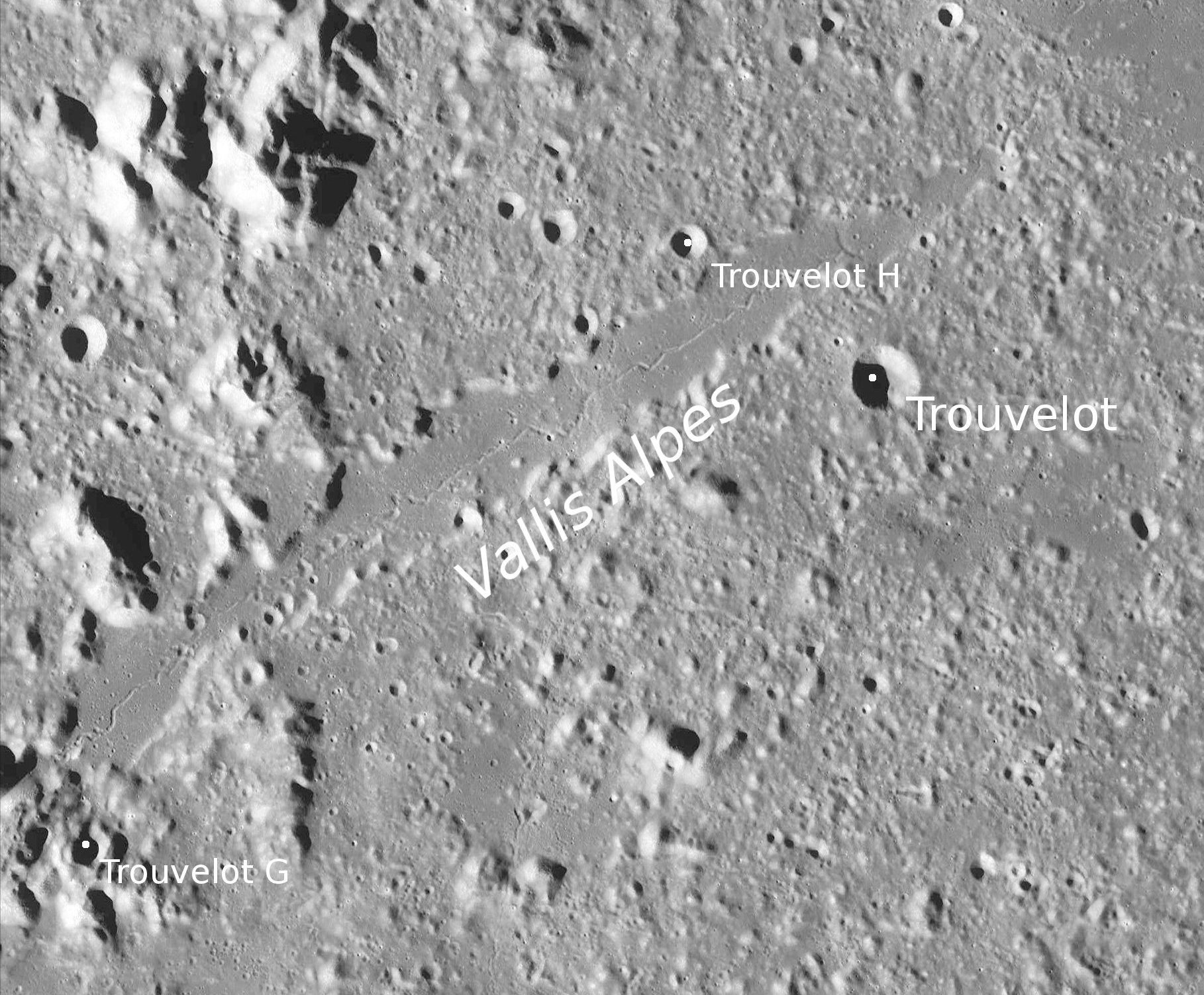
Localització de Trouvelot (fotografia de la missió LRO)
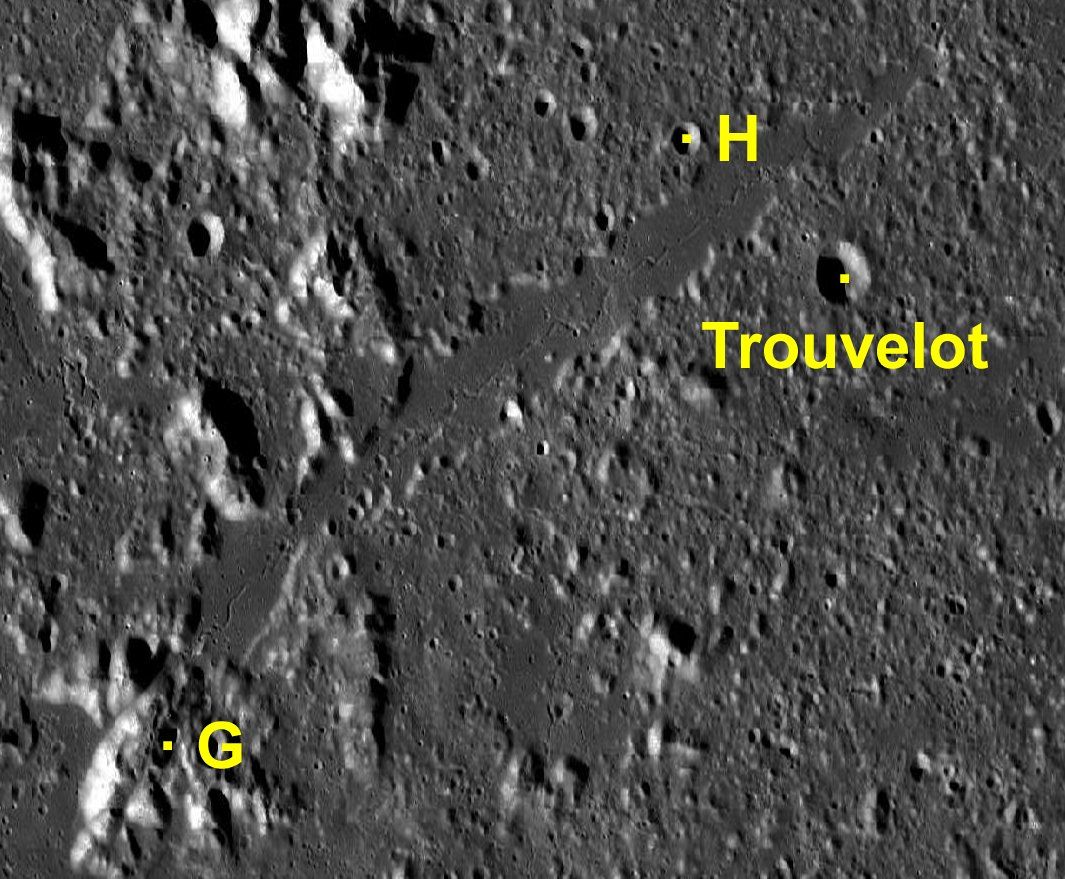
Cràters satèl·lit
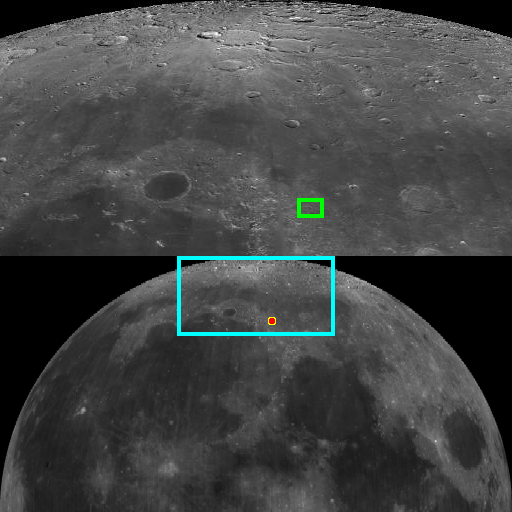
Ubicació de Trouvelot sobre la Lluna

La vora és aproximadament circular, però una mica desigual. No s'ha erosionat significativament per impactes posteriors. El cràter es troba a menys de 10 km a sud de la vallis anomenada Vallis Alpes.

## Cràters satèl·lit
Per convenció aquests elements són identificats en els mapes lunars posant la lletra en el costat del punt central del cràter que està més proper a Trouvelot.
| Trouvelot | Coordenades                        | Diàmetre |
| --------- | ---------------------------------- | -------- |
| G         | 47° 30′ N, 0° 24′ E / 47.5°N,0.4°E | 5 km     |
| H         | 49° 48′ N, 4° 30′ E / 49.8°N,4.5°E | 5 km     |